# Claude Le Ber
Pour les articles homonymes, voir Le Ber.
Claude Le Ber, né le 7 juin 1931 à Mont-Saint-Aignan et mort le 13 juillet 2016 à Bordeaux, est un coureur cycliste français.

## Biographie
Claude Le Ber a été cycliste professionnel de 1954 à 1958,, il a participé à trois Tours de France en tant que membre de l'équipe de l'Ouest. Il a continué le vélo jusqu'à ses 80 ans.

## Palmarès
- 1951
  - Circuit du Roumois
  - 2e du Maillot des As
- 1953
  -  Champion de France des sociétés[n 1]
- 1954
  - Grand Prix du Havre Libre
  - Grand Prix Michel-Lair
  - Prix des Commerçants d'Auffay
  - Grand Prix du Bec-au-Cauchois
  - Finale du Maillot des As de Paris-Normandie
  - Quart de finale du championnat du monde de poursuite
  - Champion de Normandie avec l'A.C.Sottevillais
  - 2e du Maillot des As
- 1955
  -  Champion de France de poursuite
  - 1rea et 1reb étapes du Tour de Luxembourg
  - 6e étape du Tour du Maroc
- 1956
  - 4ea et 13ea (contre-la-montre) étapes du Tour d'Espagne
  - Paris-Limoges
- 1958
  - 5ea étape du Tour d'Espagne (contre-la-montre par équipes)

## Résultats sur les grands tours

### Tour de France
3 participations
- 1955 : abandon (3e étape)
- 1956 : 59e
- 1957 : hors délais (1re étape)

### Tour d'Italie
1 participation 
- 1957 : 73e

### Tour d'Espagne
2 participations
- 1956 : abandon (16e étape), vainqueur des 4ea et 13ea (contre-la-montre) étapes
- 1958 : abandon (7e étape), vainqueur de la 5ea étape (contre-la-montre par équipes)